# Kenyon College

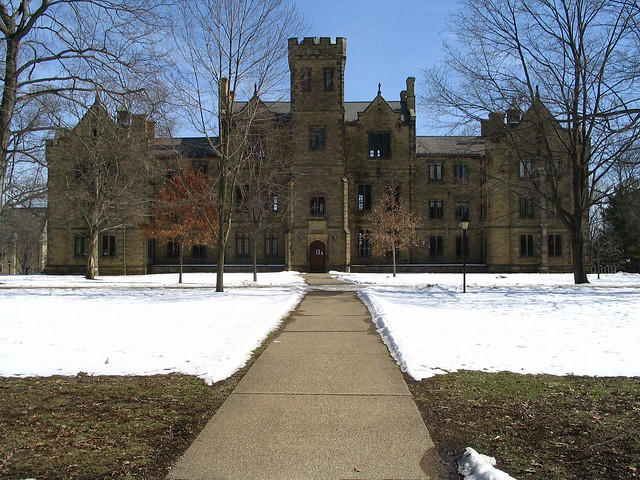
A entrada para o Kenyon College.

Kenyon College é uma instituição de ensino superior privada de artes liberais localizada em Gambier, Ohio. Foi fundada em 1824, pelo bispo Philander Chase da Igreja Episcopal, em paralelo com o seminário de Bexley Hall. É a instituição de ensino superior mais antiga do estado de Ohio.